# Gid'on Sagi
Gid'on Sagi (hebrejsky גדעון שגיא‎) je izraelský politik a bývalý poslanec Knesetu za Izraelskou stranu práce.

## Biografie
Narodil se 17. srpna 1939 v Petach Tikva. Sloužil v izraelské armádě, kde získal hodnost majora (rav seren). Získal bakalářský titul na Hebrejské univerzitě. Pracoval ve správě. Hovoří hebrejsky, anglicky a německy.

## Politická dráha
Působil jako člen ústředního výboru odborové centrály Histadrut, ve které předsedal oddělení zaměstnaneckých organizací a oddělení pracovních sil a správy. Byl předsedou Strany práce v regionu Tel Aviv.
V izraelském parlamentu zasedl po volbách v roce 1992, v nichž kandidoval za Stranu práce. Nastoupil do výboru pro televizi a rozhlas, výboru pro imigraci a absorpci, výboru pro ekonomické záležitosti a výboru finančního. Předsedal podvýboru pro pojištění.